# ミツエイ
ミツエイ株式会社は、東京都荒川区に本店、福島県いわき市中部工業団地に本社・工場を置く日本の家庭用や業務用の洗剤メーカーである。

## 沿革
- 1969年 - 神奈川県横浜市鶴見区生麦にて『有限会社三津栄化学』を設立し、洗浄剤の製造を開始する。
- 1994年 - 『ミツエイ株式会社』へ社名変更する。
- 1996年 - ベトナムのホーチミン市に出資子会社の『MITSU PLASTIC ＆ CHEMICAL Co.,Ltd.』を設立する。
- 1998年 - 栃木県日光市に製造工場を設立する。
- 2004年 - 福島県いわき市中部工業団地6-5に本社移転。
- 2006年 - 東京都荒川区東日暮里に東京事務所（現：東京本部）開設。
- 2011年 - 熊本県の洗剤メーカー・三協油脂株式会社（現：三協株式会社）の経営に参加。
- 2012年 - 本店登記を東京へ移転。
- 2013年 - 三協株式会社が製造・販売する全商品の販売を譲り受ける（製造は引き続き三協が行う）。

## 事業所
本社・工場
- 福島県いわき市中部工業団地6-5

東京本部（登記上本店）
- 東京都荒川区東日暮里5-48-5 光陽社ビル6階

大阪営業所
- 大阪府吹田市広芝町3-29 エッグビル第三江坂804号

九州営業所
- 熊本県熊本市西区蓮台寺5-6-10 三協株式会社内

## 主な商品

### 台所用洗剤
- ハーバルグリーン
- ハーバルオレンジ
- ハーバルフレッシュ
- ハーバルオレンジマイルド
- 重曹クリアフレッシュ除菌
- クリームクレンザー
- キッチンブリーチ
- 除菌アルコール

### 洗濯用洗剤
- ハーバルシリーズ
- ニューホワイトシリーズ
- 作業着用洗剤
- らくらくカラーブリーチ

### 住居用洗剤
- トイレ用洗剤
- 酸性トイレクリーナー
- 除菌トイレクリーナー
- パイプクリーナー
- お風呂用洗剤
- カビとりスーパージェル
- カビとりスーパーハイパワー
- モップクリーナー
- 洗たく槽クリーナー

### 化粧用他
- ソフトスリーボディソープ
- ソフトスリーシャンプー
- ソフトスリーリンス
- ソフトスリーリンスinシャンプー
- ソフトスリーコンディショナー
- ソフトスリー薬用泡ハンドソープ